# Douglas DC-3
El Douglas DC-3 és un avió de passatgers d'ala fixa i propulsió amb hèlixs. La seva velocitat i abast van revolucionar el transport aeri de les dècades de 1930 i 1940.

## Història
Amb motiu de l'accident del Fokker F.10 en què va perdre la vida l'entrenador de futbol americà Knute Rockne, la normativa del Bureau of Air Commerce dels Estats Units es va endurir, tot obligant als operadors aeris d'avions amb estructura de fusta a fer costoses inspeccions regulars per tal de detectar signes de descomposició dels materials, com el que havia provocat el accident esmentat.
Boeing va respondre creant el model 247, completament metàl·lic i amb un rendiment molt bo que va fer que les línies aèries es fixessin de seguida en ell. La producció de Boeing, però, estava vinculada a la de United Airlines, la qual es va negar a posar a disposició de la resta d'aerolínies els 247, cosa que va fer que Trans World Airlines (TWA) es decidís a buscar una alternativa.
TWA va demanar un avió amb una sèrie d'especificacions com: capacitat per almenys 12 passatgers, velocitat de creuer de mínim 241 km/h, sostre de servei de 6.400 m i abast almenys de 1.748 km. Aquestes especificacions van ser enviades el 2 d'agost de 1932 a diferents fabricants com Consolidated, Curtiss, Douglas, General Aviation i Martin. Tan sols deu dies després Douglas va presentar el seu Douglas Commercial, DC-1, del qual només es va construir un aparell el qual ja complia o superava totes les especificacions de la TWA i que va volar per primer cop l'1 de juliol de 1933. Les ales del DC-1, que es van mantenir fins al DC-3, les va dissenyar Jack Northrop i van demostrar una gran resistència a la fatiga.
Veient que havia funcionat tant bé, TWA va fer una comanda a Douglas de 20 aparells però amb capacitat per a 14 passatgers i uns motors més potents, substituint els originals radials Wright SGR-1820-F de 690 CV per uns Wright SGR-1820-F3 Cyclone de 710 CV. Això va donar lloc al DC-2 que va volar per primer cop l'11 de maig de 1934 i de seguida va començar a demostrar la seva superioritat sobre el Boeing 247. Coincidint amb el primer vol del DC-2 la normativa aèria estatunidenca relativa als avions comercials es va modificar tot obligant els fabricants a separar les seves finances de les de les aerolínies i permetre així que poguessin comprar els avions al fabricant que desitgessin, augmentant així la popularitat de Douglas.
American Airlines necessitava en aquell moment un avió per al seu servei nocturn de Los Angeles a Dallas i Douglas va respondre amb una versió modificada del DC-2 anomenat Douglas Sleeper Transport (DST) amb 16 lliteres, un fuselatge més ample i llarg, ales més llarges i empenatge més gran. El seu primer vol va ser el 17 de desembre de 1935 i estava propulsat per dos motors radials de nou cilindres Wright R-1280-G5 Cyclone de 1000 CV. De seguida es van substituir les lliteres per seients per 21 passatgers amb la qual cosa passa a ser el DC-3 i n'és entregada la primera unitat a American Airlines el 18 d'agost de 1936 qui va arribar a adquirir-ne 94, alguns dels quals va tenir en servei fins al 1949 i amb els quals va transportar 10.500.000 passatgers. Aviat aquest model va començar a dominar el mercat i arribaran a construir-ne 607 abans que, a causa de la Segona Guerra Mundial, es destinés la producció al transport militar C-47, del qual se'n van fabricar més de 10.000.

## Disseny
El DC-3 utilitzava l'últim en tecnologia de l'època, amb una estructura metàl·lica anomenada de revestiment "que treballa" i amb una relació massa/resistència inigualada. El tren d'aterratge principal és retràctil i, amb bons amortidors, permet l'aterratge en pistes en mal estat. L'arquitectura de l'aparell és clàssica amb ala baixa en voladís i amb una gran aerodinàmica, amb ràcords Karmann a la unió entre l'ala i el fuselatge. La refrigeració dels dos motors d'estrella Pratt & Whitney Wasp de 1.250 i, posteriorment, de 1.400 CV, estava assegurada per cobertes en bufador, fruit d'investigacions recents de la NACA (futura NASA). Finalment, la instrumentació de bord, incloïa un pilot automàtic.

## La Segona Guerra Mundial
Amb l'esclat de la Segona Guerra Mundial es van produir diferents versions militars del DC-3 com el C-47 SkyTrain o el C-53 SkyTrooper. El 6 de juny de 1944, durant el desembarcament a les platges de Normandia, un miler de C-47 van remolcar centenars de planadors per ajudar a prop de 17.000 soldats a arribar a punts estratègics.
En acabar la guerra i suspendre's la producció de DC-3, s'havien arribat a fabricar fins a 10.655 unitats de models militars diversos que havien servit a totes les zones de guerra aliada. Tot aquest excedent va quedar disponible per al seu ús civil i se'n van fer alguns canvis per millorar les seves prestacions.

## Variants
- DST, model inicial per a vols nocturns amb lliteres per a 16 passatgers.
- DST-A, model amb diferent motorització.
- DC-3, versió de vol diürn amb capacitar per a 21 passatgers.
- DC-3A, versió amb diferent motorització.
- Douglas C-47 Skytrain, versió militar del DC-3A.
- Douglas C-53 Skytrooper
- Showa/Nakajima L2D, 487 DC-3 produïts sota llicència al Japó.
- Lisunov Li-2 / PS-84, 4.937 DC-3 d'una variant produïda sota llicència a l'URSS.

## Cultura popular
En els simuladors de vol hi ha una o més variants del Douglas DC-3, com el simulador de vol de codi obert FlightGear, així com en el sector comercial.

## Especificacions (DC-3A)

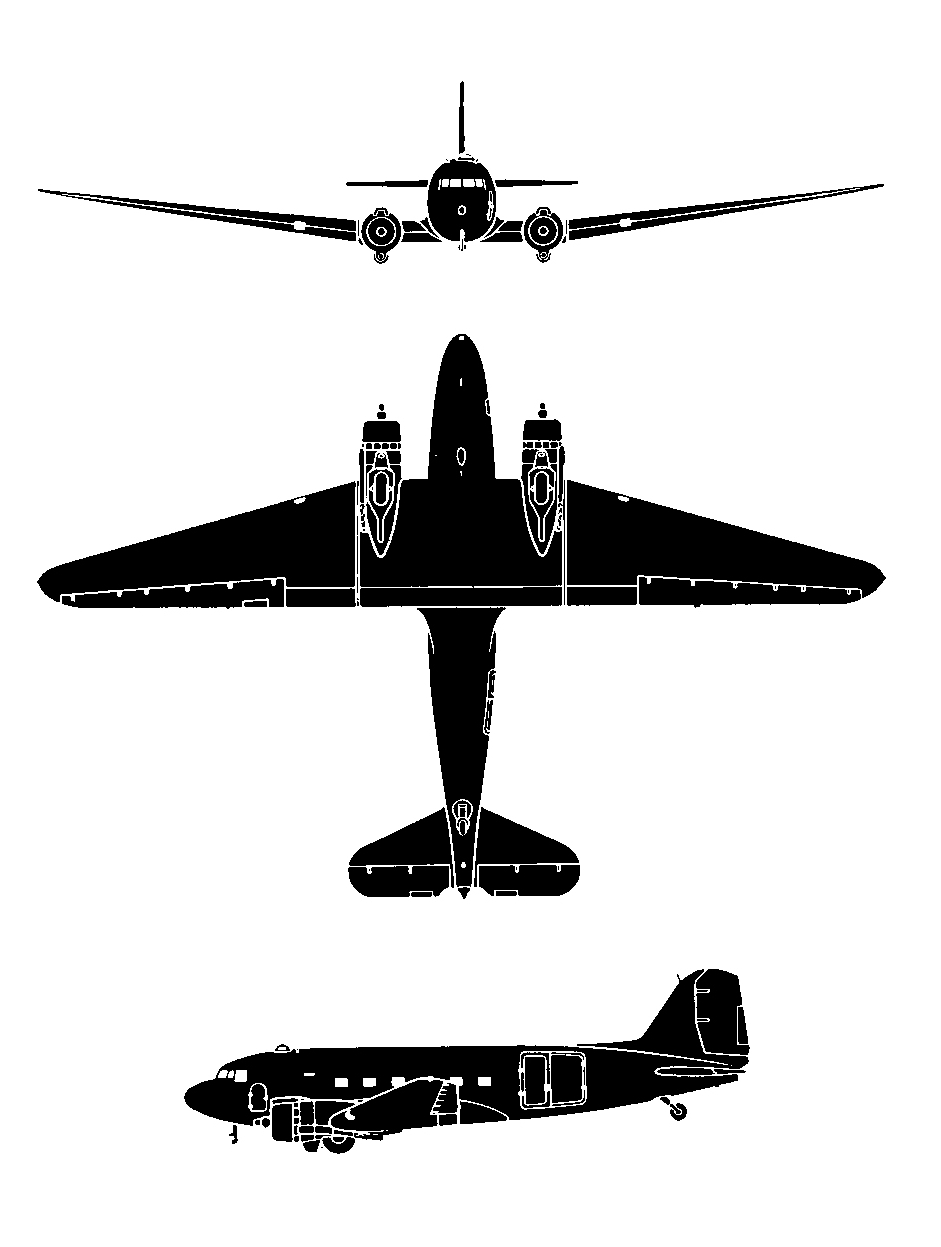
Douglas DC-3

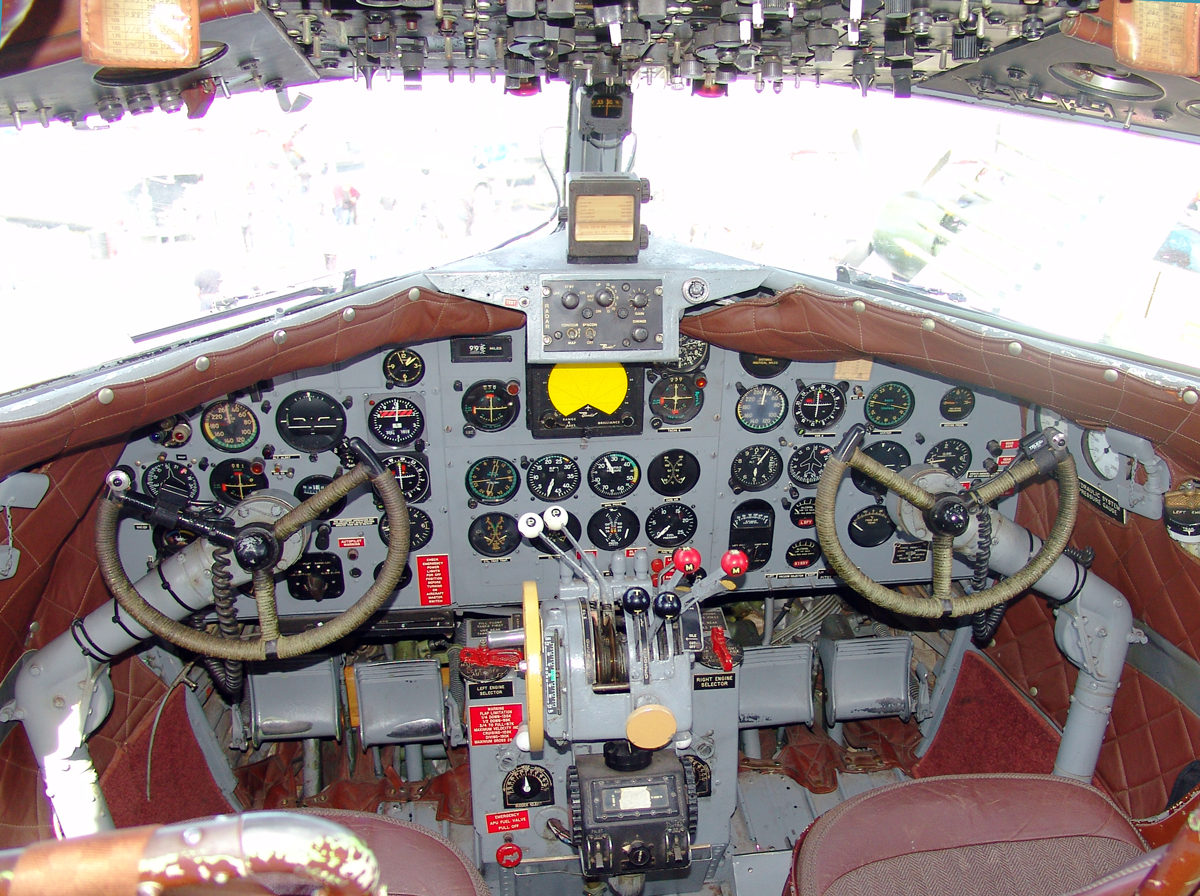
Cabina de vol d'un of DC-3

Dades de McDonnell Douglas Aircraft since 1920
Característiques generals
- Tripulació: 2 pilots
- Capacitat: 21–32 passatgers
- Longitud: 19,7 m
- Envergadura: 29,0 m
- Alçada: 5,16 m
- Superfície de l'ala 91,7 m²
- Pes buit: 7.650 kg
- Pes carregat: 11.430 kg
- Motors: 2×  Hamilton Standard 23E50 de 3 pales, diàmetre de 3,5 m i pas constant. Pratt & Whitney R-1830-S1C3G Twin Wasp, kW   cada un

 Rendiment 
- Velocitat màxima: 333 km/h (180 nusos)
- Velocitat d'entrada en pèrdua: 107,8 km/h
- Abast: 2.540 km  (combustible màxim, 1.590 kg de càrrega)
- Ràtio d'ascens: 5,74 m/s
- Potència/pes: 156,5 W/kg